# Best for planning
Die Best for Planning (b4p) ist neben den ma-Studien der Arbeitsgemeinschaft Media-Analyse (agma) eine der größten Markt-Media-Studien, die es in Deutschland gibt. Sie erscheint jährlich seit September 2013 und wird von der Gesellschaft für integrierte Kommunikationsforschung (gik) herausgegeben, die sich u. a. aus dem Springer-Verlag, der Hubert Burda Media, der Bauer Media Group, der Gruner + Jahr und der Funke-Medien-Gruppe zusammensetzt. Die Studie erhebt mit über 30.000 Fallzahlen repräsentative Daten über die Grundgesamtheit der in Deutschland lebenden Bevölkerung, im Alter ab 14 Jahren.

## Vorgehensweise und Forschungsschwerpunkt
Die von der b4p präsentierten Daten werden mithilfe von mit über 450 Fragen sehr umfangreichen schriftlichen Fragebögen stichprobenartig erhoben und sollen wichtige Informationen zur präzisen und effizienten Erstellung von Mediaplänen und Mediastrategien für Werbungtreibende liefern. Die Studie setzt sich zusammen aus Daten zu den Kategorien „Märkte“, „Menschen“ und „Medien“ und analysiert umfassend die Mediennutzung und das Konsumverhalten von Verbrauchern und liefert Daten zu fast allen werberelevanten Märkten und Marken. Durch die Vielzahl von Informationen zu Medien, Produkt- und Markenverwendung lassen sich Zielgruppenpotenziale auch für einzelne Konsumsegmente differenziert analysieren und sowohl sozio-demographische, als auch psychographische Merkmale und Strukturen herausarbeiten.
Konkret soll die Studie dabei helfen Märkte und ihre Potenziale zu schematisieren, Zielgruppen und deren Interessen, Motivationen, Wertvorstellungen und Bedürfnisse transparent zu identifizieren und Leistungsfaktoren und Rangreihen verschiedener Mediengattungen bzw. ihrer Werbemittel und Werbeträger zu quantifizieren.
Die Erhebung der Studie kostet im Jahr rund 2,4 Millionen Euro. Sie wird werbetreibenden Unternehmen und schaltenden Agenturen kostenlos zur Verfügung gestellt. Alle anderen müssen eine Voll-Lizenz erwerben. Hinzu kommen noch die Kosten für die Nutzung einer Auswertungssoftware wie mediMACH, mCloud oder MDS.